# Кетрін Константинідес
Кетрін Константинідес (нар. 27 серпня 1982 р.) — південноафриканська лідерка думки, еколог, яка зосереджується на зміні клімату, продовольчій та водній безпеці та управлінні відходами, соціальна підприємиця, активістка соціальної справедливості та захисник прав людини.

## Кар'єра
Коли їй було 16 років, Константинідес заснувала свій перший бізнес SA Fusion, соціальне підприємство. Вона брала участь у впровадженні концепції «Міс Земля» в Південній Африці і була коронована першою «Міс Земля Південна Африка» у 2003 році. Зараз вона обіймає посаду директора «Міс Земля Південна Африка».
У 2003 році, коли їй був 21 рік, Константинід пила чай з Нельсоном Манделою. Вона сказала на заході Gratitude200K: «Коли мені виповнився 21 рік, перш ніж я поїхала на міжнародний конкурс «Міс Земля» у 2003 році, я отримала від нього запрошення випити з ним чаю».
Константинідес є співзасновникцею Generation Earth, молодіжної екологічної організації.
Протягом 2013 року Константинідес була наймолодшою із групи з 20 нових африканців, яких було названо стипендіатом архієпископа Туту.
Константинідес написала для Huffington Post про політику щодо зміни клімату та ситуацію в Західній Сахарі. Вона є відвертою критикесою дій марокканського уряду в Західній Сахарі, описуючи цю територію як «останню колонію в Африці». Вона розповіла про Західну Сахару як про «африканську державу у вигнанні, забутих справу і людей».
У травні 2016 року Константинідес була обраною однією із стипендіатів Мандели Вашингтона в рамках Ініціативи молодих африканських лідерів; з ініціативи Держдепартаменту США.

## Визнання
У 2012 році Константинідес отримала нагороду південноафриканської молодої жінки-підприємця за розширення прав і можливостей жінок. Вона також була удостоєна нагороди South African Youth Entrepreneur Award на премії South African Premier Business Awards.
У 2015 році Константинідес була включена до проєкту 21 Icons, проєкту, який відзначає «досягнення людини через фотографію, кіно та розповіді».
The Mail & Guardian назвала Константиніда однією із 200 провідних молодих південноафриканців у 2014 році.
У 2016 році на заході, організованому міністром міжнародних відносин та співробітництва Майте Нкоана-Машабане, Константинідес була відзначена нагородою Ubuntu Youth Diplomacy Award. Отримуючи нагороду, Константинідес заявив: «Я пишаюся тим, що високо підвію наш прапор і буду продовжувати бути амбасадоркою нашої країни та справ, близьких мені до серця, оскільки ми будуємо Південну Африку та Африку, які, як ми віримо, є можливим».